# Іккю Содзюн
Іккю Содзюн (1 лютого 1394 — 12 грудня 1481) — японський чернець, поет, художник, каліграф, майстер чайної церемонії та театру Но. Представник культури Кітаяма періоду Муроматі.

## Короткі відомості
Іккю Содзюн народився 1394 року на околиці столиці Кіото, в місцевості Саґа. Його батьком був Імператор Ґо-Комацу, а матір'ю — Ійо-но цубоне, пані з Ійо, яка, ймовірно, з роду Кусунокі. 1399 року Іккю віддали до Анкокудзі, одного пристоличних монастирів секти Ріндзай-сю.
Іккю також відомий як «Божевільна хмара». Його розуміння буддизму відрізнялося від звичного. Він також багато подорожував, спілкувався з простими людьми, малював і писав чудові вірші, та найцікавішими є перекази про його життя.

##### Кістки статуетки Будди
Якось Іккюу спинився у храмі. Ніч була дуже холодна, а у храмі було 3 дерев'яні статуетки Будди, тож він спалив одного Будду, аби зігрітися. Монах, який завідував храмом, прокинувся і помітив, що щось відбувається, тож він звівся, аби поглянути, що робить Іккюу. 

Будда палав, і Іккюу сидів, зігріваючи долоні біля багаття.
 — Що ти таке робиш? — розлютився монах. — Ти божевільний? Я ж думав, ти буддист, тому й дозволив тобі лишитися у храмі. А ти вдався до найбільшого святотатства! 

На що Іккюу мовив:
 — Але ж Будда всередині мене дуже змерз. Тож у мене був вибір: або пожертвувати живим Буддою заради дерев'яного, або дерев'яним — заради живого. І я зробив вибір на користь живого.

Однак монах був таким розлюченим, що зовсім не чув його. Він закричав:
 — Ти божевільний! Забирайся звідси негайно! Ти спалив Будду.

Тоді Іккюу став ворушити палаючого Будду палицею. Лишився тільки сам попіл, бо вогонь майже знищив статуетку.
 — Що ти робиш? — спитав монах.
 — Намагаюся знайти кістки Будди, — відповів Іккюу.

Тоді монах розсміявся і сказав: 
 — Ти або дурень, або божевільний. І абсолютно не сповна розуму! Звідки ж візьмуться кістки? Це всього лише
дерев'яний Будда.

І Іккюу розсміявся у відповідь:
 — Тоді принеси інших два. Ніч все ще дуже холодна, а до ранку досі далеко. Я не спалював Будду. Я спалив дерев'яну статуетку. А ти ще називав мене божевільним.